# 塞尔奈城
塞尔奈城（法語：Cernay-la-Ville，法語發音：[sɛʁnɛ la vil] ⓘ）是法国中北部法蘭西島大區伊夫林省的一个市镇，属于朗布依埃区。 

## 地理
塞尔奈城（48°40'24"N, 1°58'29"E）面积9.77 平方千米，位于法国法蘭西島大區伊夫林省，该省份为法国北部内陆省份，北起瓦兹河谷省，西接厄尔省，西南接厄尔-卢瓦省，东南接埃松省，东临上塞纳省。
与塞尔奈城接壤的市镇（或旧市镇、城区）包括：欧法日斯、比利永、拉塞勒莱博尔德、舒瓦塞勒、桑利斯。

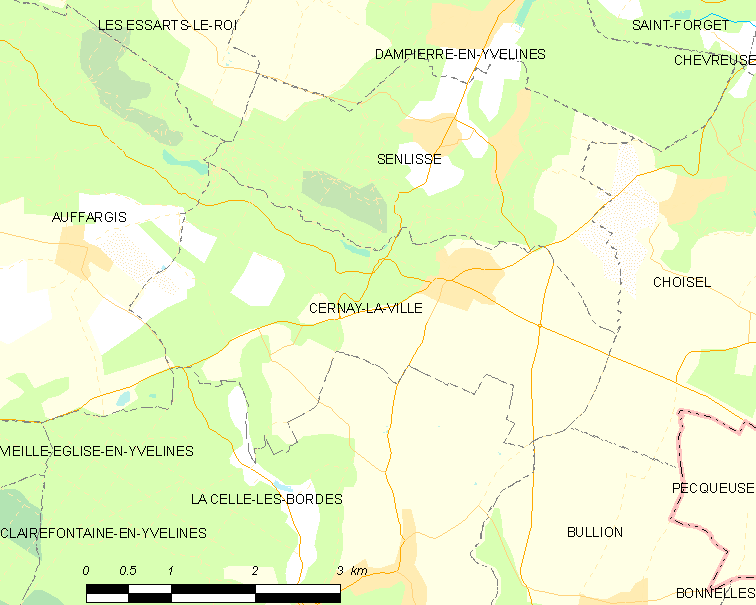
塞尔奈城的OSM定位图

塞尔奈城的时区为UTC+01:00、UTC+02:00（夏令时）。

## 行政
塞尔奈城的邮政编码为78720，INSEE市镇编码为78128。

## 政治
塞尔奈城所属的省级选区为朗布依埃县。

## 人口

1962-2008年间塞尔奈城人口变化图示

塞尔奈城于2022年1月1日时的人口数量为1526人。